# رناته یانسن
رناته یانسن (هلندی: Renate Jansen; زادهٔ ۷ دسامبر ۱۹۹۰ میلادی) یک بازیکن زن فوتبال اهل هلند است. وی به عنوان مهاجم در لیگ برتر فوتبال زنان هلند و برای تیم باشگاهی توئنته بازی می‌کند.

## پیشهٔ باشگاهی
رناته یانسن کار خود را در تیم جوانان اس‌وی آبنس و در تیم محلی آبنس آغاز کرد.در سال ۲۰۰۵ او در تیم بی وان (تیم پسران) و وی وی کاخیا لیسربروک کار خود را ادامه داد.در سال ۲۰۰۷ او به تیم تر لید رفتو پس از آن نیز به تیم اچ وی ای پیوست.
وی پس از آن نیز به تیم زنان دن هاگ ملحق شد و در فصل ۲۰۱۲–۲۰۱۱ او به همراه این تیم قهرمان دوگانهٔ (لیگ و جام حذفی) شد. در فصل ۲۰۱۳–۲۰۱۲ تغییراتی به وجود آمد و به نه لیگ که (شامل باشگاه‌های هلند و بلژیک می‌شد) به جای لیگ محلی هلند برگزار شد که جایگزین لیگ ملی هر دو کشور بود. در همان فصل او موفق شد نخستین گل خود را در لیگ قهرمانان اروپای زنان و در مقابل تیم روسیانکا به ثمر برساند.
در ۱۹ آوریل ۲۰۱۴ او ۱۵۰ امین بازی رسمی خود را برای تیم باشگاهی فوتبال زنان دن هاگ (۱۳۱ بازی در لیگ، ۱۶ بازی جام حذفی، ۲ بازی لیگ قهرمانان اروپا، و یک بازی سوپر کاپ به نه لیگ) در مقابل تیم فوتبال زنان توئنته انجام داد. از نخستین بازی خود برای دن هاگ که از ۲۱ اوت سال ۲۰۰۸ بود او تنها سه بازی را از دست داده‌است و ۸۷ گل به ثمر رسانده‌است. (۷۱ لیگ، ۱۵ جام حذفی و ۱ لیگ قهرمانان اروپا)
پس از هفت فصل بازی برای دن هاگ و جایی که او ۱۰۹ گل در ۱۸۱ بازی در تمام رقابتها زده‌است. او این باشگاه را ترک و در تابستان سال ۲۰۱۵ به باشگاه فوتبال توئنته می‌پیوندد و در اولین فصل حضور خود در این باشگاه به همراه این تیم عنوان قهرمانی لیگ را در فصل ۱۶–۲۰۱۵ بدست می‌آورد.

## پیشهٔ ملی
رناته یانسن نخستین بازی خود را برای تیم ملی فوتبال زنان هلند در ۱ آوریل ۲۰۱۰ و در مقابل تیم ملی فوتبال زنان اسلواکی انجام داد. او بخشی از بازیکنان اردوی تمرینی تیم ملی زنان هلند بودو تا سال ۲۰۱۷ که در جام آلگاروه که در فهرست اصلی بازی کرد در بازیهای دوستانه به میدان می‌رفت. پس از آن به همراه تیم ملی زنان هلند در مسابقات فوتبال زنان اروپا ۲۰۱۷ شرکت کردو در چهار بازی این مسابقات به عنوان بازیکن تعویضی بازی کرد که نهایتاً با این تیم به قهرمانی اروپا رسید.

### گل‌های ملی
فهرست گل‌های زده و نتایج در تیم هلند
| گل | تاریخ       | مکان                               | حریف   | گل زده | نتیجه | چهارچوب رقابت    |
| -- | ----------- | ---------------------------------- | ------ | ------ | ----- | ---------------- |
| 1. | ۲۰ مه ۲۰۱۵  | اسپارتا، روتردام، هلند             | استونی | 6–0    | ۷–۰   | دوستانه          |
| 2. | ۲۰ مه ۲۰۱۵  | اسپارتا، روتردام، هلند             | استونی | 7–0    | ۷–۰   | دوستانه          |
| ۳. | ۱ مارس ۲۰۱۷ | ورزشگاه آلبوفیرا، آلبوفیرا، پرتغال | چین    | 1–0    | ۱–۰   | جام آلگاروه ۲۰۱۷ |

## افتخارات

### باشگاهی
آدو دن هاگ
- لیگ برتر هلند (۱ بار): ۲۰۱۱–۱۲
- جام حذفی هلند (۲ بار): ۲۰۱۱–۱۲، ۲۰۱۲–۱۳

اف‌سی توئنته
- لیگ برتر هلند (۱ بار): ۲۰۱۵–۱۶

### ملی
تیم ملی زنان هلند
- مسابقات فوتبال زنان اروپا (۱ بار): ۲۰۱۷
- جام آلگاروه: ۲۰۱۸[۱۲]